# Viviennea momyra
Viviennea momyra är en fjärilsart som beskrevs av M.Gaede 1928. Viviennea momyra ingår i släktet Viviennea och familjen björnspinnare. Inga underarter finns listade i Catalogue of Life.